# Gare de Kiewit
La gare de Kiewit (en néerlandais : station Kiewit) est une halte ferroviaire belge de la ligne 21A, de Hasselt à Maaseik située à Kiewit sur la commune de Hasselt dans la province de Limbourg en Région flamande.
C'est un point d'arrêt non gardé (PANG) à accès libre de la Société nationale des chemins de fer belges (SNCB) desservi par des trains InterCity (IC) et d'Heure de pointe (P).

## Service des voyageurs

### Accueil
C'est un point d'arrêt non gardé (PANG) à accès libre. L'achat des tickets s'effectue un automate de vente et la traversée des voies s'effectue par une passerelle piétonne, uniquement équipée d'escaliers.

### Desserte
Kiewit est desservie par des trains InterCity (IC) et d'Heure de pointe (P) de la SNCB circulant sur la ligne commerciale 21 : Landen - Genk (voir brochure SNCB).
En semaine, Kiewit est desservie par des trains IC-03 effectuant, toutes les heures, le trajet Genk- Hasselt- LandenLouvain-Bruxelles-Gand-Bruges-Blankenberge, ainsi que par des trains d'Heure de pointe (P) : le matin, deux trains P reliant Genk à Bruxelles-Midi via Hasselt, Landen et Louvain, deux de Genk à Hasselt et un de Louvain à Genk ; l'après-midi, un de Genk à Louvain et un de Hasselt à Genk.
Les week-ends et jours fériés, la desserte se limite aux trains IC-03 : Genk - Blankenberge, toutes les heures.
Kiewit accueille chaque année, en août, le festival Pukkelpop, ce qui donne lieu à la création de trains spéciaux, organisés soit au départ de Hasselt, soit d'autres grandes villes du pays.

installations et desserte
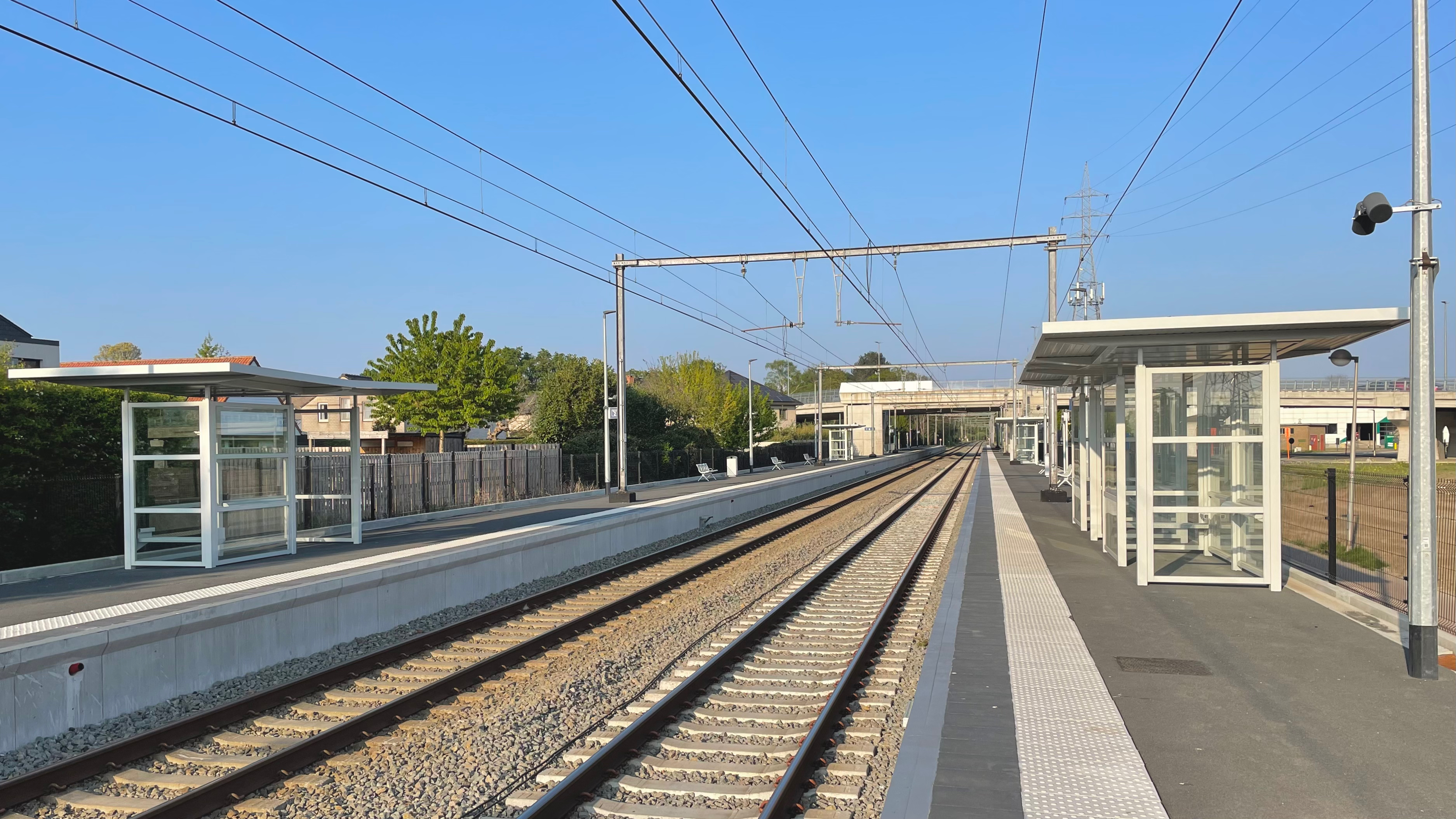
Intérieur de la halte.
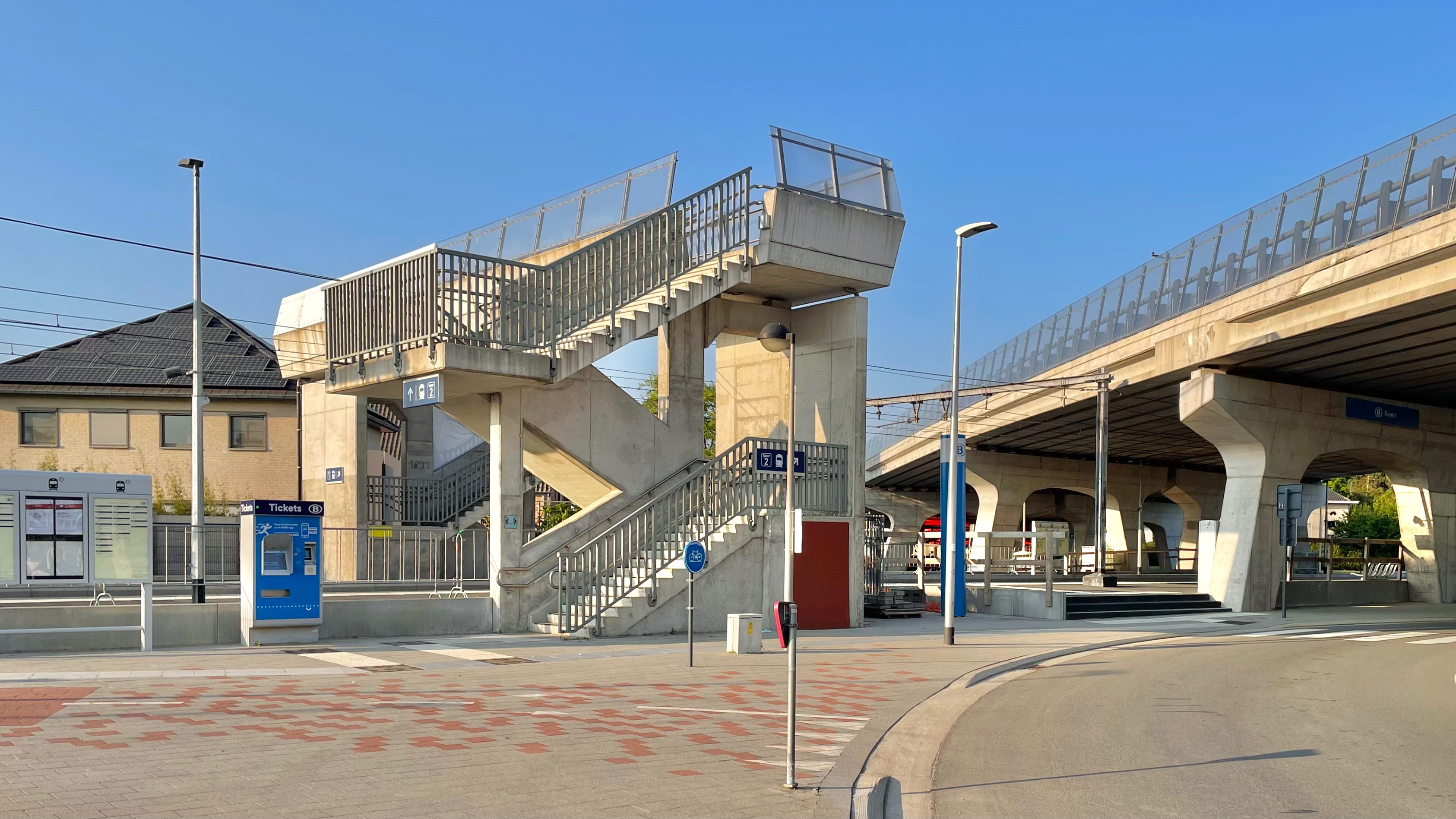
Passerelle.
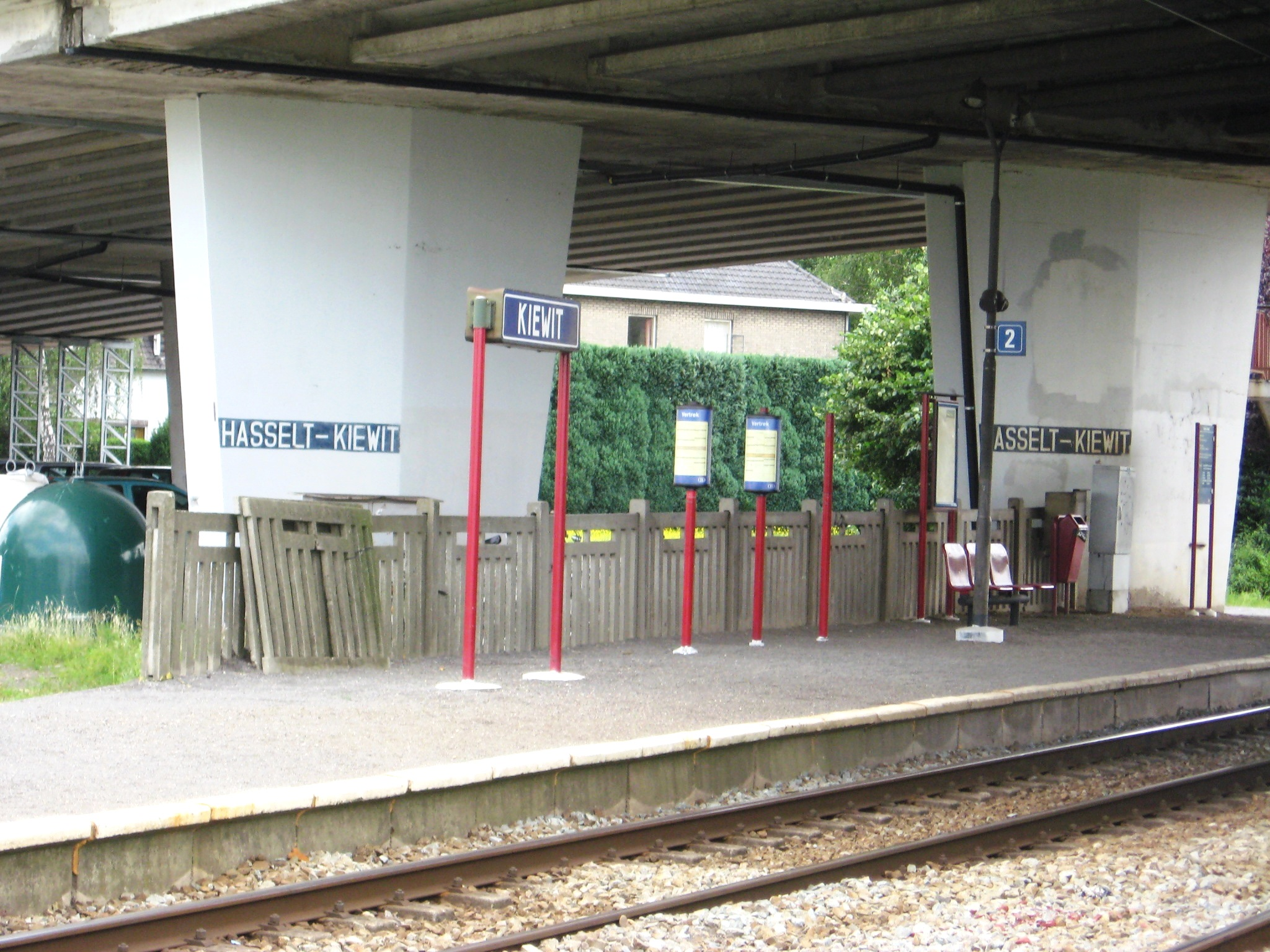
Avant la reconstruction du pont et des quais.
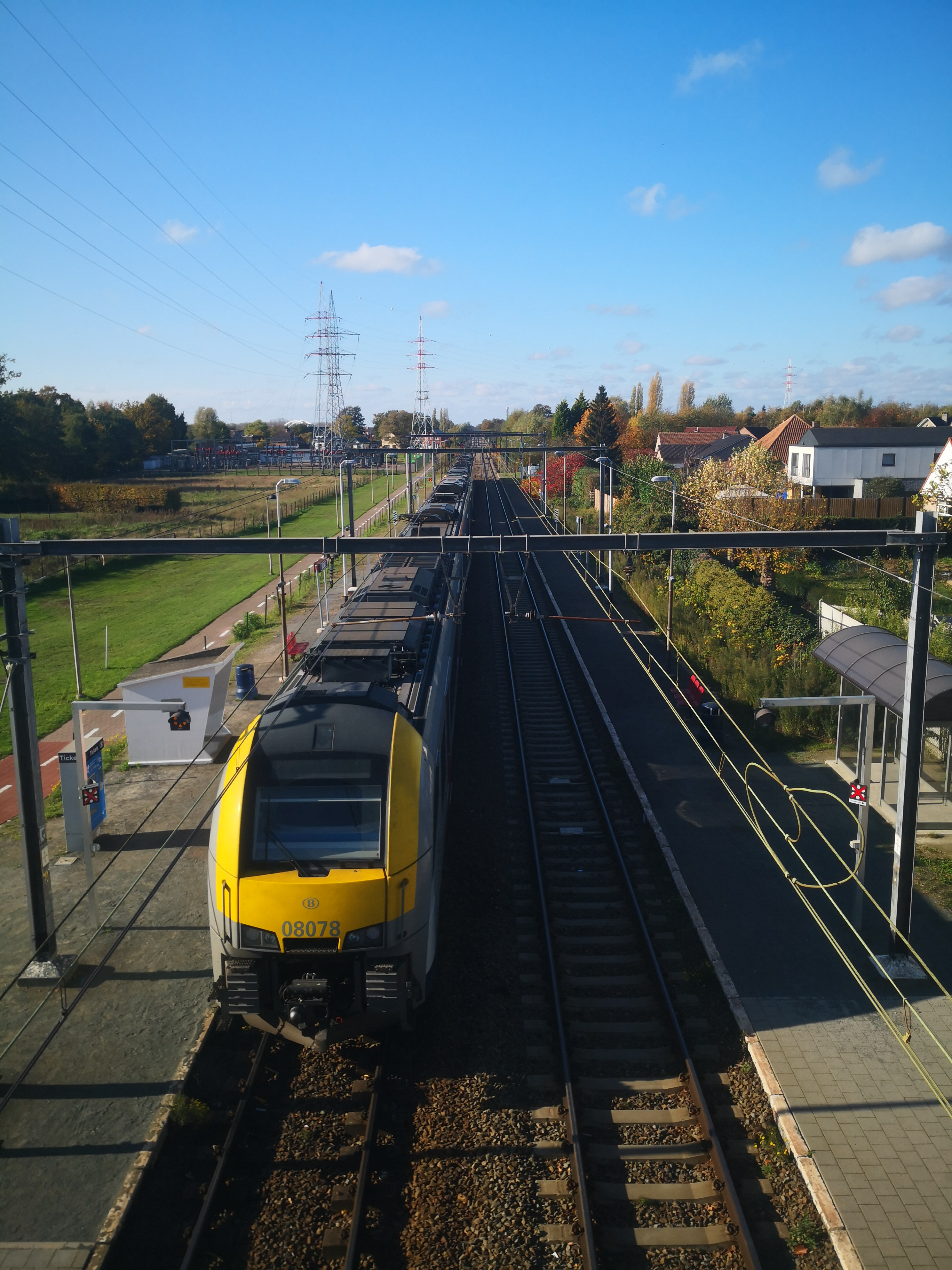
Gare de Kiewiet avec Desiro AM08/MS08

## Comptage voyageurs
Ce graphique et tableau montre le nombre de voyageurs embarquant en moyenne durant la semaine, le samedi et le dimanche.
| Nombre de passagers qui embarquent à la gare de Kiewit | Nombre de passagers qui embarquent à la gare de Kiewit | Nombre de passagers qui embarquent à la gare de Kiewit | Nombre de passagers qui embarquent à la gare de Kiewit |
|                                                        | Semaine                                                | Samedi                                                 | Dimanche                                               |
| ------------------------------------------------------ | ------------------------------------------------------ | ------------------------------------------------------ | ------------------------------------------------------ |
| 1977                                                   | 87                                                     | 2                                                      | 2                                                      |
| 1978                                                   | 78                                                     | -                                                      | -                                                      |
| 1979                                                   | 114                                                    | 4                                                      | 1                                                      |
| 1980                                                   | 120                                                    | 4                                                      | 5                                                      |
| 1981                                                   | 188                                                    | 3                                                      | 7                                                      |
| 1982                                                   | 147                                                    | 4                                                      | 3                                                      |
| 1983                                                   | 74                                                     | 6                                                      | 3                                                      |
| 1984                                                   | -                                                      | -                                                      | -                                                      |
| 1985                                                   | -                                                      | -                                                      | -                                                      |
| 1986                                                   | -                                                      | -                                                      | -                                                      |
| 1987                                                   | -                                                      | -                                                      | -                                                      |
| 1988                                                   | -                                                      | -                                                      | -                                                      |
| 1989                                                   | 125                                                    | 20                                                     | 58                                                     |
| 1990                                                   | 197                                                    | 40                                                     | 92                                                     |
| 1991                                                   | 241                                                    | 33                                                     | 127                                                    |
| 1992                                                   | 229                                                    | 50                                                     | 130                                                    |
| 1993                                                   | 262                                                    | 83                                                     | 179                                                    |
| 1994                                                   | 314                                                    | 49                                                     | 224                                                    |
| 1995                                                   | 307                                                    | 78                                                     | 178                                                    |
| 1996                                                   | 340                                                    | 59                                                     | 177                                                    |
| 1997                                                   | 367                                                    | 72                                                     | 211                                                    |
| 1998                                                   | 366                                                    | 57                                                     | 222                                                    |
| 1999                                                   | 285                                                    | 60                                                     | 218                                                    |
| 2000                                                   | 301                                                    | 60                                                     | 210                                                    |
| 2001                                                   | 375                                                    | 94                                                     | 182                                                    |
| 2002                                                   | 273                                                    | 93                                                     | 177                                                    |
| 2003                                                   | 355                                                    | 62                                                     | 198                                                    |
| 2004                                                   | 302                                                    | 70                                                     | 198                                                    |
| 2005                                                   | 390                                                    | 60                                                     | 186                                                    |
| 2006                                                   | 367                                                    | 97                                                     | 161                                                    |
| 2007                                                   | 494                                                    | 60                                                     | 210                                                    |
| 2008                                                   | -                                                      | -                                                      | -                                                      |
| 2009                                                   | 330                                                    | 75                                                     | 201                                                    |
| 2010                                                   | -                                                      | -                                                      | -                                                      |
| 2011                                                   | -                                                      | -                                                      | -                                                      |
| 2012                                                   | 482                                                    | 84                                                     | 262                                                    |
| 2013                                                   | 433                                                    | 131                                                    | 178                                                    |
| 2014                                                   | 635                                                    | 124                                                    | 172                                                    |
| 2015                                                   | 615                                                    | 111                                                    | 136                                                    |
| 2016                                                   | 555                                                    | 111                                                    | 254                                                    |
| 2017                                                   | 533                                                    | 88                                                     | 167                                                    |
| 2018                                                   | 737                                                    | 88                                                     | 326                                                    |
| 2019                                                   | 670                                                    | 107                                                    | 219                                                    |
| 2020                                                   | 267                                                    | 32                                                     | 95                                                     |
| 2021                                                   | -                                                      | -                                                      | -                                                      |
| 2022                                                   | 415                                                    | 66                                                     | 77                                                     |
| 2023                                                   | 620                                                    | 137                                                    | 225                                                    |
| 2024                                                   | 759                                                    | 107                                                    | 198                                                    |